# Малый Сарыкуль
Малый Сарыкуль (также Малое Сарыколь) — бессточное солоноватое озеро в Еткульском районе Челябинской области России, расположено в междуречье рек Уй и Миасс, севернее озера Дуванкуль.
Зеркало озера расположено на высоте 205,5 метра над уровнем моря. Площадь озера — 24,4 км² при данной высоте уреза воды. Территория водосбора охватывает площадь 219 км². Имеет овальную форму, длина около 6,8 км, максимальная ширина в северной части — 3 км. Вода хлоридно-натриевого типа, жёсткая, солоноватая (6,5 г/л). Максимальная глубина 2 м, средняя глубина — 0,5-1,6 м. Объём воды в водоёме составляет 12 100 000 м³. 
Озеро бессточное, значительных притоков не имеет. Дно ровное, покрытое мощным слоем сапропелевых грязей. Береговая линия слабо изрезана. Бо́льшая часть водного зеркала (около 95%) заросла полупогружной растительностью. Берега низкие, на севере и востоке заболоченные, к западному берегу примыкает берёзовая лесополоса. На северо-западном берегу находится деревня Сарыкуль, в 3,5 км к востоку — село Каратабан. Преимущественный тип питания снего-дождевой.
В водоёме обитает карп, карась, пелядь, чебак. На берегах встречаются утки, гуси, чайки, кулики и другие водоплавающие птицы.